# Зорза, Виктор
Виктор Зорза (англ. Victor Zorza, Израиль Вермут, англ. Israel Wermuth; 19 октября 1925, Коломыя — 20 марта 1996, Лондон) — британский журналист еврейского происхождения, родившийся в Польше. Активист хосписного движения и паллиативной помощи в 1990-е годы в России.

## Биография
Родился 19 октября 1925 года в польском городе Коломыя (ныне Украина). Родители – польские евреи,  имели магазин в Коломые. В 1939 году, после присоединения Галиции к СССР Советская власть объявила семью буржуазной и конфисковала бизнес.
Когда немцы в 1941 году вступили в Галичину, 15-летний юноша бежал на восток, в то время, как его семью арестовали и отправили в коломыйское гетто, а затем в лагерь смерти в Белжеце. Его младшая сестра, Рут Вермут, бежала из нацистского поезда, который направлялся в Белжец, после чего работала под фальшивыми документами на фабрике и как горничная в Германии. Восстановила связь с Виктором в 1994 году (за два года до его смерти).
Зорза бежал на восток с отступающими русскими и был вынужден копать траншеи вместе с их военнопленными. Остался в живых после немецкого авиаудара по военным, который убил многих других в группе. Трагический случай спровоцировал полную амнезию. Зорза никогда так и не восстановил полностью свою память. Впоследствии Зорза был отправлен в советский трудовой лагерь на восток. Он бежал оттуда, но был пойман и возвращён обратно. Его второй побег был более успешным, с помощью советского писателя Ильи Эренбурга Зорза присоединился к сформированным в СССР польским частям. Он был эвакуирован в Великобританию.
После окончания войны, в 1948 году Зорза поступил на службу мониторинга Британской радиовещательной корпорации (Би-Би-Си). Он следил за новостями из советского блока и докладывал о них. Зорза познакомился с Розмари Уилсон, и они поженились в 1949 году. У них было двое детей, Ричард (род. 1949) и Джейн (род. 1952).
Публиковаться начал в 1950 в The Manchester Guardian. Вскоре выяснилось, что он был проницательным аналитиком внутренних дел Советского Союза. Он сделал ряд смелых предсказаний[каких?], которые сбылись и он получил признание. В 1956 году стал штатным автором The Manchester Guardian. В том же году первая статья Зорзы была опубликована в Washington Post. Зорза был одним из первых аналитиков, предсказавших советско-китайский раскол. В 1968 получил престижную награду IPC National Press Awards Journalist of the Year.
В 1977 году дочь Зорзы, Джейн, в возрасте 25 лет умирает от рака в хосписе «Sir Michael Sobell House». Опыт потери собственного ребенка Виктор и Розмари описали в статье «Death of a Daughter» (Смерть дочери) в газете The Guardian. Статья получила известность, в 1981 году они издали книгу «A Way to Die». На русском языке в 1990 году вышла их книга «Путь к смерти: Жить до конца».
Ранее, во время визита в Индию, Джейн пыталась убедить отца бросить писать о международных отношениях, а взамен информировать мир о борьбе за выживание бедных людей в развивающихся странах. Виктор уехал в Индию и жил там в отдалённой деревне Лахамандал. Вход в деревню доступен только через быструю реку Джамуна, над которой протянута ненадёжная канатная дорога, по которой люди тянут вагонетку. Вёл оттуда колонку для The Guardian под названием «Village Voice», обратив свои острые аналитические навыки с мировой сцены на столь же сложные и интригующие межличностные и межкастовые отношения в деревне.
В Индии, выступая в поддержку хосписного движения, Зорза нашёл новую цель в жизни, и в 1992 году в «Ридерз дайджест» была опубликована история под названием «Четыре миссии Виктора Зорзы» (The Four Missions of Victor Zorza). Зорза основал «Британско-русское хосписное общество», деятельность которого в 1990 году привела к строительству первого в России хосписа в Ленинграде.
В 1991 году Розмари решила расстаться с Виктором; его напряженный график и международные поездки помешали ему поддержать её в борьбе с болезнью Паркинсона. Она вышла замуж за Петра Варни и жила с ним до своей смерти в 2000 году. В 1993 году Виктор познакомился с Эйлин Лерше-Томсен, и она стала его спутницей жизни, поддерживая его до самой смерти. Вместе с Эйлин Виктор активно занимался сбором средств и повышением осведомленности о хосписах и паллиативной помощи в России, включая строительство Первого московского хосписа в 1996 году.
У Зорзы были проблемы с сердцем на протяжении большей части его жизни с конца 1970-х годов. Начиная с 1979 года он перенес несколько операций по шунтированию сердца и был ограничен в питании. В январе 1996 года ему установили стент на сердце, а 20 марта 1996 года он умер в больнице Хаммерсмит после третьей операции по шунтированию сердца.